# Nippori-Toneri Liner
El Nippori-Toneri Liner (日暮里・舎人ライナー 'Nippori-Toneri-rainaa'?) es un sistema de transporte público guiado, conectando la estación Nippori, en Arakawa y la Minumadai-shinsuikōen en Adachi. La línea fue abierta el 20 de marzo de 2008 y es operada por el Buró de transporte de Tokio

## Descripción general
La línea es completamente elevada. y cuenta con dos vías, un total de 9,7 km y 13 estaciones. Se puede transbordar con la línea Yamanote en las estaciones de Nippori y Nishi-Nippori. El viaje entre terminales dura un promedio de 20 minutos, mientras que en autobús demora 60 minutos durante la hora punta o pico.
Durante 2008, un promedio de 48.943 pasajeros diarios usaron la línea; ya para 2012 transporto un promedio de 62.602 pasajeros por día.

## Estaciones
Todas las estaciones están en Tokio.
| Estación              | Nihongo        | Distancia (km)   | Distancia (km) | Transbordos                                                           | Localidad |
| Estación              | Nihongo        | entre estaciones | Total          | Transbordos                                                           | Localidad |
| --------------------- | -------------- | ---------------- | -------------- | --------------------------------------------------------------------- | --------- |
| Nippori               | 日暮里         | -                | 0.0            | Línea Jōban Línea Keihin-Tōhoku Línea Yamanote Línea principal Keisei | Arakawa   |
| Nishi-Nippori         | 西日暮里       | 0.7              | 0.7            | Línea Keihin-Tōhoku Línea Yamanote Línea Chiyoda (C-16)               | Arakawa   |
| Akado-shōgakkōmae     | 赤土小学校前   | 1.0              | 1.7            |                                                                       | Arakawa   |
| Kumanomae             | 熊野前         | 0.6              | 2.4            | Línea Toden Arakawa                                                   | Arakawa   |
| Adachi-Odai           | 足立小台       | 0.7              | 3.0            |                                                                       | Adachi    |
| Ōgi-ōhashi            | 扇大橋         | 1.0              | 4.0            |                                                                       | Adachi    |
| Kōya                  | 高野           | 0.5              | 4.5            |                                                                       | Adachi    |
| Kōhoku                | 江北           | 0.6              | 5.2            |                                                                       | Adachi    |
| Nishiaraidaishi-nishi | 西新井大師西   | 0.9              | 6.0            |                                                                       | Adachi    |
| Yazaike               | 谷在家         | 0.8              | 6.8            |                                                                       | Adachi    |
| Toneri-kōen           | 舎人公園       | 0.9              | 7.7            |                                                                       | Adachi    |
| Toneri                | 舎人           | 1.0              | 8.7            |                                                                       | Adachi    |
| Minumadai-shinsuikōen | 見沼代親水公園 | 1.0              | 9.7            |                                                                       | Adachi    |

## Historia
La zona oeste del barrio de Adachi, carecía de suficiente transporte público, por lo que en 1985 se comenzó a planificar la línea, originalmente como un metro. Rápidamente se desechó la idea, pues la demanda esperada era muy poca y los costos muy altos; por lo que se eligió finalmente el proyecto de construir un sistema de transporte público guiado (TPG). Finalmente su construcción comenzó en 1997, y se inauguró el 30 de marzo de 2008. El principal constructor fue la Compañía de construcción de subterráneos metropolitanos de Tokio, quien también construyó la línea Toei Ōedo